# Walter Scheuer
Walter Scheuer (* 7. Oktober 1927 in Schwechat; † 27. Dezember 2012 in Wien) war ein österreichischer Schauspieler.

## Leben
Nach seinem Schulbesuch in Wien begann Scheuer zunächst eine Ausbildung als Buchhalter. Daneben absolvierte er eine Schauspielausbildung an der Schauspielschule von Marianne Lamber-Offer in Wien. 
Er begann seine Karriere als Theaterschauspieler am Stadttheater Baden (Spielzeit 1953/54) und in Wiener Neustadt. Er hatte dann Gastengagements am Stadttheater Chur (Spielzeit 1956/57), am Bernhard-Theater in Zürich, später auch an der Komödie in Berlin.
Ab der Theatersaison 1967/68 war er als Schauspieler über 35 Jahre regelmäßig in Produktionen der Wiener Löwinger-Bühne, die im Renaissancetheater Wien spielte, zu sehen. Zahlreiche Aufführungen wurden vom Österreichischen Rundfunk auch für das Fernsehen aufgezeichnet. Bei der Löwinger-Bühne war er fast immer der „Dauerpartner“ von Sissy Löwinger. 2002 spielte er an der Löwinger-Bühne in dem von Sissy Löwinger geschriebenen Stück Die Weiberfeinde. Mit der Löwinger-Bühne ging Scheuer auch mehrfach auf Tournee. 
In Wien trat er unter anderem auch am Theater der Courage, am Theater „Die Tribüne“, am Raimundtheater, am Volkstheater Wien und am Theater in der Josefstadt auf. 
In der Spielzeit 1969/70 hatte er ein Engagement beim Tourneetheater „Wiener Komödie“. In der Spielzeit 1973/74 war er beim „Niederösterreichischen Kammerschauspiel“ engagiert. In der Spielzeit 1974/75 und in der Spielzeit 1975/76 war er am „Ateliertheater Wien am Naschmarkt“ verpflichtet.
In den 80er und 90er Jahren trat er regelmäßig an der „Kleinen Komödie“ im Theater am Kärntnertor (Walfischgasse, 1010 Wien) auf.
Außerdem wirkte er regelmäßig bei verschiedenen österreichischen Sommertheatern und Sommerfestspielen mit. 1984 und 1992 gastierte er bei den „Operettenwochen Bad Ischl“ (u. a. im Sommer 1992 als Herzog Max in Bayern in der Operette Sissy). 1987 war er bei den „Stockerauer Festspielen“ zu Gast. Von 1987 bis 1989 trat er alljährlich beim „Kultursommer Laxenburg“ auf.
2003 spielte er bei den Kissinger Theatertagen in Bad Kissingen in William Shakespeares Komödie Ein Sommernachtstraum.
Scheuer spielte auch einige Fernseh- und Filmrollen. In der US-amerikanischen Miniserie Holocaust – Die Geschichte der Familie Weiß spielte er 1978 einen Polizisten in Prag.
Scheuer darf nicht mit dem gleichnamigen US-amerikanischen Investor, Philanthropen und Produzenten von Dokumentarfilmen Walter Scheuer verwechselt werden, der 2004 verstarb. Walter Scheuer litt einige Jahre an Krebs.

## Filmografie
- 1965: Das Mädel aus dem Böhmerwald
- 1969: Liebe durch die Hintertür
- 1970: Der Ehestreik (TV)
- 1972: Außer Rand und Band am Wolfgangsee (Cameo)
- 1972: Drei Frauen um Daniel (TV)
- 1972: Die Abenteuer des braven Soldaten Schwejk
- 1973: Die falsche Katz (TV)
- 1975: Alles, nur keine Schwestern (TV)
- 1975: Wenn der Hahn kräht (TV)
- 1978: Holocaust – Die Geschichte der Familie Weiss
- 1978: Spät aber doch (TV)
- 1979: Doppelt hält schlechter (TV)
- 1981: Der verlorene Bräutigam (TV)
- 1981: Die drei Dorfheiligen (TV)
- 1981: Anton und Antonia (TV)
- 1982: Alles in Ordnung (TV)
- 1983: Kottan ermittelt – Fühlt wie Du
- 1983: Die drei Eisbären (TV)
- 1984: Der Hecht im Karpfenteich (TV)
- 1984: Liebeslotterie (TV)
- 1985: Der Hausfreund (TV)
- 1986: Liebe wie’s im Büchel steht (TV)
- 1986: Der Witwer und die Witwe (TV)
- 1986: Fuchs, Du hast die Gans gestohlen (TV)
- 1987: Brautschau mit Hindernissen (TV)
- 1988: Tatort – Feuerwerk für eine Leiche